# Trường Đại học Văn hóa, Thể thao và Du lịch Thanh Hóa
Trường Đại học Văn hóa, Thể thao và Du lịch Thanh Hóa (tiếng Anh: University of Culture, Sports and Tourism in Thanh Hóa) là một trường đại học đa ngành.
Trường có khởi nguồn từ Trường Sơ cấp Văn hóa Nghệ thuật, được thành lập từ tháng 3/1967 tại Thành phố Thanh Hóa. Trải qua nhiều năm phát triển và tạo dựng được uy tín trong lĩnh vực đào tạo nghệ thuật, ngày 22 tháng 7 năm 2011 Thủ tướng Chính phủ đã phê duyệt Quyết định nâng cấp lên thành Trường Đại học Văn hóa, Thể thao và Du lịch Thanh Hóa. Trường trực thuộc UBND tỉnh Thanh Hóa và Bộ Văn hóa, Thể thao và Du lịch.

## Tổ chức phòng ban, đơn vị sự nghiệp
- Phòng Quản lý Đào tạo[1]
- Phòng Hành chính - Tổng hợp
- Phòng Tổ chức Cán bộ
- Phòng Kế hoạch - Tài chính
- Phòng Quản lý khoa học
- Phòng Hợp tác quốc tế
- Phòng Quản trị - Cơ sở vật chất
- Phòng Công tác học sinh, sinh viên
- Phòng Thanh tra
- Phòng Khảo thí- Đảm bảo chất lượng đào tạo
- Phòng Quản lý Sau đại học

## Khoa, bộ môn, trung tâm nghiên cứu
- Khoa Luật và Quản lý nhà nước
- Khoa Âm nhạc
- Khoa Mỹ thuật
- Khoa Sư phạm nghệ thuật
- Khoa Sư phạm Mầm non
- Khoa Văn hóa - Xã hội
- Khoa Du lịch
- Khoa Quản lý nhà nước
- Khoa Giáo dục đại cương - Ngôn ngữ Anh
- Trung tâm Thông tin - Thư viện
- Trung tâm Nghiên cứu ứng dụng khoa học công nghệ, phát triển Văn hóa, Thể thao và Du lịch
- Trung tâm GDTX và liên kết đào tạo
- Trung tâm Tư vấn tuyển sinh và giới thiệu việc làm
- Trung tâm Công nghệ thông tin
- Trung tâm Đào tạo các môn năng khiểu thể thao

## Các ngành đào tạo
Bậc đại học
- Luật
- Quản lý nhà nước
- Văn hóa-Du lịch
- Quản lý Văn hóa
- Sư phạm Âm nhạc
- Sư phạm Mỹ thuật
- Hội họa
- Đồ họa
- Thanh nhạc
- Thiết kế thời trang
- Quản trị khách sạn
- Thông tin học
- Giáo dục thể chất
- Quản lý Thể dục - Thể thao

Bậc cao đẳng và trung cấp
- Thanh nhạc
- Nhạc cụ truyền thống
- Diễn viên kịch - Điện ảnh

## Các lĩnh vực nghiên cứu trọng điểm
- Nghiên cứu âm nhạc, mỹ thuật, sân khấu truyền thống vùng Bắc Trung Bộ
- Nghiên cứu về du lịch
- Nghiên cứu về thiết chế văn hóa cơ sở
- Nghiên cứu về hoạt động bảo tồn - phát huy di sản văn hóa, văn hóa cộng đồng
- Nghiên cứu về giáo dục nghệ thuật, giáo dục thể chất miền núi vùng Bắc Trung Bộ
- Nghiên cứu về nguồn nhân lực của Thanh Hóa và Vùng Bắc Trung bộ trong quá trình hội nhập kinh tế thế giới.